# Estadi El Soto
L'Estadi El Soto és un estadi de Móstoles, Madrid, Espanya. Actualment s'utilitza per a partits de futbol i és l'estadi local del CD Móstoles URJC. L'estadi té una capacitat de 14.000 espectadors.